# Denílson Custódio Machado
Denílson Custódio Machado, mais conhecido como Denílson (Campos dos Goytacazes, 28 de março de 1943 – Rio de Janeiro, 1 de outubro de 2024), foi um futebolista brasileiro, que jogava como volante.

## Carreira
Quando sua família mudou-se para o Rio de Janeiro, Denílson fez um teste no Madureira. Aprovado, passou a treinar no clube, mas deixou-o depois de brigar com a diretoria por causa de salários atrasados. Decidiu tentar a sorte no Fluminense, em 1960, de maneira pouco convencional: o porteiro do clube inicialmente barrou sua entrada, mas depois liberou-o, e ele foi direto falar com o técnico do profissional, Zezé Moreira. "Seu Zezé, eu sou jogador de futebol e quero treinar aqui", disparou. Zezé acreditou no garoto e colocou-o para treinar com os juvenis.
Denílson foi definitivamente lançado no time de cima pelo técnico Tim, em 1964, no mesmo ano que o time conquistou o Campeonato Carioca. Conquistaria o estadual outras três vezes pelo Fluminense (1969, 1971 e 1973), além de três Taças Guanabara (1966, 1969 e 1971) e de um Torneio Roberto Gomes Pedrosa (1970). Disputou 435 partidas pelo Fluminense, com 199 vitórias, 11 empates e 125 derrotas, marcando dezessete gols.
Com quase 1,90 metro de altura, seu estilo era defensivo (ele próprio se considerava um "destruidor"), por isso é considerado o primeiro cabeça-de-área do Brasil. No começo de sua carreira, dizia-se que ele "tomava a bola aqui para entregar ao adversário logo adiante", mas o técnico Telê Santana incentivou-o, em 1969, a treinar lançamentos e o volante passou a se destacar no fundamento.
Ganhou o passe livre em 1973, o que considerou, de certo modo, "uma decepção", com uma ressalva: "Para falar a verdade, é bem melhor jogar num time pequeno do que ficar na reserva de um novato." Quando deu essa declaração, ele já estava defendendo o Rio Negro, de Manaus, pelo qual jogou o Campeonato Amazonense e o Brasileiro de 1973, com um salário de 18 mil cruzeiros, considerado alto para a época. Antes de encerrar a carreira, em 1975, defendeu também o Vitória, time que também treinaria em 1976 e 1977.
Pela Seleção Brasileira disputou nove partidas internacionais, marcando dois gols. Participou da Copa de 1966, e nela jogou duas partidas, contra a Bulgária e Portugal.

## Principais títulos
Fluminense
- Campeonato Brasileiro: 1970
- Campeonato Carioca: 1964, 1969, 1971 e 1973
- Taça Guanabara: 1966, 1969 e 1971
- Torneio Quadrangular Pará-Guanabara: 1966
- Torneio José Macedo Aguiar: 1971
- Torneio Internacional de Verão do Rio de Janeiro: 1973
- Taça Independência (Fla-Flu): 1966
- Troféu Jubileu de Prata (Fluminense versus Combinado de Volta Redonda): 1966
- Taça Francisco Bueno Netto (Fluminense versus Palmeiras 1ª edição): 1968
- Taça Associación de La Prensa  (Esporte Clube Bahia-BA versus Fluminense): 1969
- Taça João Durval Carneiro (Fluminense de Feira-BA versus Fluminense): 1969
- Taça Francisco Bueno Netto (Fluminense versus Palmeiras 2ª edição): 1969
- Troféu Fadel Fadel - (Fla-Flu): 1969
- Troféu Brahma Esporte Clube: 1969
- Troféu Independência do Brasil - (Fla-Flu): 1970
- Taça Francisco Bueno Netto (Fluminense versus Palmeiras 3ª edição): 1970
- Taça ABRP-Associação Brasileira de Relações Públicas 1950-1970 (Fluminense versus Vasco): 1970
- Taça Globo (Fluminense versus Clube Atlético Mineiro): 1970